# بيت الطلاب الدوليين، لندن
يعد بيت الطلاب الدوليين، لندن (اختصارًا ISH ) عبارة عن مجموعة من أماكن الإقامة للطلاب الدوليين والبريطانيين في لندن. إنه يحتل بشكل دائم مبنى كبيرًا في الشوارع المواجهة لـ بارك كريسنت والذي بدوره يواجه الحديقة نفسها عبر مساحة خضراء مربعة.
تعمل كمؤسسة خيرية مسجلة ذاتية الدعم مالياً تحت إشراف مجلس أمناء.
يتقدم حوالي عشرة طلاب لكل مكان. يختلف الاختيار عن الاختيار في الكليات والجامعات في لندن حيث يجب أيضًا الحصول على الاختيار. يعتمد هذا على "استعداد الطالب للمشاركة والانخراط في حياة المنزل". في كل عام، يقبل المنزل علماء فولبرايت والطلاب الذين يلتحقون بأماكن التعلم المتقدم بما في ذلك الكلية الملكية بلندن وكلية لندن للإقتصاد وكلية لندن الإمبراطورية وكلية لندن الجامعية ومدرسة الدراسات الشرقية والإفريقية وكلية لندن للأعمال والأكاديمية الملكية للموسيقى والأكاديمية الملكية للفنون المسرحية وكلية جولدسميث (جامعة لندن) ومدرسة الجمعية المعمارية للهندسة المعمارية وكلية الحقوق ، وغيرها.
يقوم مجلس النواب سنويًا، بالتعاون مع شركائه، بمنح منح دراسية سكنية تتجاوز قيمتها 800 ألف جنيه إسترليني. كما تضم ISH أيضًا 70 ألف عضو غير مقيم، وهو ما يشكل نسبة كبيرة من الطلاب الدوليين في لندن.

## تاريخ

### دار الحركة الطلابية
تأسس بيت الحركة الطلابية في 32 راسل سكوير (في منطقة بلومزبري في لندن) في عام 1917 كمركز اجتماعي ونزل للحركة الطلابية المسيحية في بريطانيا العظمى وأيرلندا. تأسس هذا البيت بناءً على إرث ثلاثة من أعضائه الذين قتلوا في الحرب العالمية الأولى، وكُرس في 26 نوفمبر 1917 كنصب تذكاري للطلاب البريطانيين الذين لقوا حتفهم في الحرب. تأسس البيت بهدف أصلي وهو إنشاء سكن للطلاب اللاجئين البلجيكيين والروس ولكنه أصبح مركزًا يستخدمه الطلاب من جميع البلدان.
كان المنزل بمثابة مساحة مهمة لسكان بلومزبري السود خلال فترة ما بين الحربين العالميتين وكان معروفًا بأنه مكان لا يتعرض فيه الطلاب الأفارقة وسكان جزر الهند الغربية للتمييز. في عام 1932، وصف سي إل آر جيمس دار حركة الطلاب بأنها "نادي للطلاب في لندن، من البيض والملونين، ولكن هدفها الرئيسي هو إعطاء الطلاب الملونين في لندن الفرصة للقاء معًا".
عُينت ماري تريفليان كوصية في عام 1933 وفي عام 1938، انتقل المنزل إلى شارع جوير . تُرك مبنى شارع جوير سليمًا ولكنه كان مائلًا بسبب القصف في لندن بليتز .

### بارك كريسنت
بيع المبنى الأول في 1–6 بارك كريسنت، لندن (المعروف باسم GPS بسبب مدخله في 229 شارع بورتلاند العظيم ) وإعادة بنائه. وافتُتح في مايو 1965 من قبل راعية الصندوق، صاحبة الجلالة الملكة إليزابيث الملكة الأم . في عام 1968، ضُمت سلسلة من المباني التي صممها جون ناش في York Terrace East أيضًا في حي South ريجنت بارك (سبع دقائق سيرًا على الأقدام من GPS) وأُعيد بنائها. وقد تم تسميتهم لاحقًا بقاعة ماري تريفليان وتم افتتاحهم في عام 1971. كما قام مجلس النواب أيضًا ببناء مرآب تحت الأرض في York Terrace East كجزء من التطوير.
تحد هذه المباني الأربعة لتكوين بيت الطلاب الدوليين، الذي يوفر أكثر من 700 سرير (بما في ذلك 56 شقة للطلاب مع عائلاتهم)، وثلاثة بارات، ومطعم، ونقاط وصول إلى الإنترنت، ومركز للياقة البدنية، وغرف اجتماعات عامة.
اعتبارًا من عام 2010، يمثل طلاب ISH أكثر من 110 دولة، ويضم ISH أكثر من 70,000 عضوًا طلابيًا غير مقيم.
تقبل ISH الطلاب من المملكة المتحدة وكذلك الطلاب الدوليين للعيش أو المشاركة. وتتمثل مجالات العمل الرئيسية الأربعة في الإسكان، وتوفير المرافق والأنشطة الاجتماعية، والرعاية الاجتماعية والدعم الاستشاري، وتوفير المنح السكنية، والتي تمثل مع شركاء البيت برنامجًا سنويًا يتجاوز 800 ألف جنيه إسترليني والذي حصل على تقدير في جوائز الأعمال الخيرية لعام 2002.
يعمل البيت كمؤسسة خيرية مكتفية ذاتيا ماليا مع عدد متنوع من مصادر الدخل المولدة ذاتيا. يعمل في البيت ما مجموعه حوالي 130 موظفًا، والذين يمكنهم التحدث بما لا يقل عن 20 لغة. حصلت شركة ISH على لقب " مستثمر في الأشخاص " منذ عام 1997، وحصلت على لقب "العميل أولاً" في عام 2009، وحصلت مؤخرًا على جائزة المستثمر الذهبي في الأشخاص في ديسمبر 2011.

## الرؤية المعلنة
- مساعدة الطلاب على تحقيق الأهداف الأكاديمية والشخصية والقيادية التي جلبتهم إلى المملكة المتحدة.
- توفير أفضل الفرص الممكنة للطلاب الأجانب لتجربة العديد من جوانب الحياة في المملكة المتحدة ومنحهم فهمًا أعمق للمجتمع البريطاني.
- لإعطاء الطلاب البريطانيين الفرصة لتوسيع آفاقهم من خلال الصداقة مع أشخاص من خلفيات وثقافات مختلفة على نطاق واسع.
- ومن خلال هذه الوسائل يمكن المساهمة بشكل فعال في تحسين العلاقات الدولية.[17]